# Halosarcia
Genre
Classification phylogénétique
Halosarcia est un genre de plantes succulentes, halophiles, endémiques en Australie, de la famille des Chenopodiaceae, ou des Amaranthaceae, selon la classification phylogénétique. Une de ces espèces ne se trouve que sur les côtes de l'océan Indien tandis que les autres se trouvent dans tout le pays.

## Espèces
- Halosarcia auriculata
- Halosarcia bulbosa  Plante poussant à l'intérieur de l'Australie occidentale. Elle est considérée comme en danger et menacée d'extinction[2].
- Halosarcia calyptrata - un buisson d'un mètre de haut poussant en Australie occidentale aussi bien dans les sols argileux que sablonneux[3].
- Halosarcia chartacea
- Halosarcia cupuliformis
- Halosarcia doleiformis
- Halosarcia entrichoma
- Halosarcia fimbriata
- Halosarcia flabelliformis plante vivace, ligneuse, atteignant 20 cm de haut, fleurissant de janvier à mai. Elle est trouvée surtout en Australie-Méridionale, accessoirement au Victoria et en Australie occidentale. Elle est considérée comme en voie d'extinction[4]

- Halosarcia fontinalis
- Halosarcia halecnemoides
- Halosarcia indica
- Halosarcia lepidosperma
- Halosarcia leptoclada
- Halosarcia lylei
- Halosarcia nitida
- Halosarcia peltata
- Halosarcia pergranulata
- Halosarcia pluriflora
- Halosarcia pruinosa
- Halosarcia pterygosperma
- Halosarcia syncarpa
- Halosarcia undulata